# Nikolaï Alekhine
 (août 2022).
Si vous disposez d'ouvrages ou d'articles de référence ou si vous connaissez des sites web de qualité traitant du thème abordé ici, merci de compléter l'article en donnant les références utiles à sa vérifiabilité et en les liant à la section « Notes et références ».
Pour les articles homonymes, voir Alekhine.
Nikolaï Pavlovitch Alekhine (en russe : Николай Павлович Алёхин ; 1913-1964) était un ingénieur soviétique spécialiste du design des fusées.
Un cratère lunaire porte aujourd'hui son nom.